# Emma Sjöberg (aktorka)
Emma Sofia Kristina Wiklund z domu Sjöberg (ur. 13 września 1968 w Sztokholmie) – szwedzka modelka i aktorka.

## Życiorys
Jako modelka zadebiutowała w 1989 roku w rodzinnej Szwecji. Szybko podpisała kontrakty międzynarodowe. Pojawiała się na wybiegach w: Sztokholmie, Monachium, Wiedniu i Paryżu. Pracowała między innymi dla następujących projektantów: Thierry Mugler, Christian Lacroix, Lanvin, Chanel, Versace, Issey Miyake i Karl Lagerfeld. Wystąpiła także w teledysku George'a Michaela "Too Funky". Ozdabiała okładki międzynarodowych wydań magazynów mody, jak: Elle (edycje: szwedzka, amerykańska, hiszpańska, niemiecka, brytyjska, włoska, australijska, francuska), Vogue (edycja hiszpańska) oraz Glamour (edycja: francuska). Od 1995 roku zaczęła łączyć modeling z aktorstwem.
W 2003 poślubiła Hansa Wiklunda, z którym ma dwójkę dzieci, córkę Tyrę (2001) i syna Elisa (2003).

## Filmografia
- Inferno (1995)
- Taxi (1998) jako Petra
- Simon wkracza do akcji (Simon Sez, 1999) jako tancerka
- Petite copine (2000)
- Taxi 2 (2000) jako Petra
- Taxi 3 (2003) jako Petra
- Big Kiss (2004) jako Sonja
- Taxi 4 (2007) jako Petra